# La Guyonnière
 La Guyonnière  es una población y comuna francesa, en la región de Países del Loira, departamento de Vendée, en el distrito de La Roche-sur-Yon y cantón de Montaigu.

## Demografía
| 988 | 1048 | 1091 | 1554 | 1983 | 2343 |
| Para los censos de 1962 a 1999 la población legal corresponde a la población sin duplicidades (Fuente: INSEE [Consultar]) |      |      |      |      |      |

## Municipios hermanos
Coristanco (Provincia de La Coruña)